# لت (رود)
 لت رودی است به گارون می‌ریزد. این رود از کشور فرانسه می‌گذرد.